# Philip K. Dick
Philip Kindred Dick ou Philip K. Dick (Chicago, 16 de dezembro de 1928 — Santa Ana, 2 de março de 1982), também conhecido pelas iniciais PKD, foi um escritor norte-americano de ficção científica que alterou profundamente este gênero literário, explorando temas políticos, filosóficos e sociais, autoritarismo, realidades alternativas e estados alterados de consciência. Seus escritos refletiam seus interesses em metafísica e teologia e em muitas vezes questionou a realidade e a ordem estabelecida, identidade, uso e abuso de drogas, transtornos psicológicos e experiências transcendentais. Apesar de ter tido pouco reconhecimento em vida, a adaptação de vários dos seus romances ao cinema acabou por tornar a sua obra conhecida de um vasto público, sendo aclamado tanto por leitores como pela crítica.
Em 1993, Emmanuel Carrère reconstruiu a vida do escritor norte-americano em Eu Estou Vivo e Vocês Estão Mortos, livro feito a partir de outra biografia, previamente publicada, e no trabalho de ficção de Dick - além de um grupo pequeno de entrevistados. O livro foi lançado em 2016, no Brasil, pela Editora Aleph.
Nascido em Illinois e tendo se mudado para a Califórnia, começou a publicar ficção científica ainda nos anos 1950. Inicialmente, seus contos e novelas não tiveram sucesso comercial. Foi em 1962 que seu livro O Homem do Castelo Alto foi aclamado pela crítica, ganhando inclusive o Prémio Hugo de melhor livro. Ao todo, Philip produziu 44 livros, cerca de 121 contos, a maioria deles publicados em revistas especializadas ainda em vida. Depois de uma experiência religiosa que o marcou profundamente em fevereiro de 1974, Philip se aventurou em temas explicitamente teológicos, como no caso do livro VALIS (1981).
Vários de seus livros foram adaptados para o cinema e para a televisão, como Blade Runner (1982 e 2017), Total Recall (1990 e 2012), Minority Report (2002), e The Man in the High Castle (2015).
Em 1982 foi criado o Philip K. Dick Award, que premia as melhores obras originais de ficção científica publicadas em formato paperback.

## Biografia

### Primeiros anos
Philip Kindred Dick e sua irmã gêmea Jane Charlotte Dick, nasceram prematuros, seis semanas antes do prazo previsto, em 16 de dezembro de 1928, em Chicago, filhos de Dorothy Kindred (1900–1978) e Joseph Edgar Dick (1899–1985), funcionário federal do Departamento de Agricultura dos Estados Unidos. Seus avós eram originalmente irlandeses. A morte de Jane, algumas semanas depois, em 26 de janeiro de 1929, afetou profundamente a vida de Philip e até virou tema de um de seus livros.
Posteriormente, a família se mudou para a região da baía de San Francisco. Quando Philip tinha 5 anos, seu pai foi transferido para Reno, Nevada, mas Dorothy se recusou a se mudar mais uma vez e o casal acabou se divorciando. Os pais acabaram brigando pela custódia de Philip, que acabou ficando com a mãe. Dorothy estava determinada a criar o filho sozinha e conseguiu um emprego em Washington, D.C., para onde se mudou com ele. Philip estudou de 1936 a 1938 na Escola de Ensino Infantil John Eaton, tendo pulado séries e tirado boas notas. Em junho de 1938, Dorothy e o filho voltaram para a Califórnia e foi por volta dessa época que ele começou a se interessar por ficção científica. De acordo com Philip, em 1940, aos 12 anos, ele leu sua primeira ficção científica, na revista Stirring Science Stories.

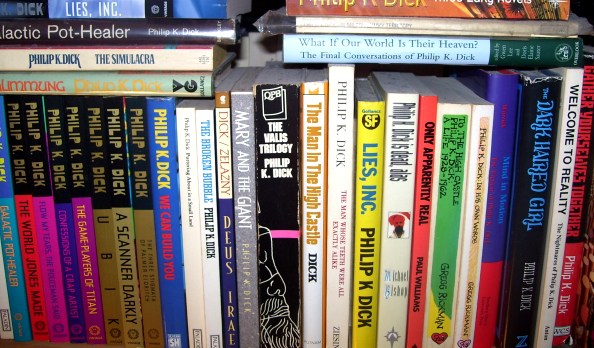
Livros de sua autoria.

Philip se formou em 1947 na Escola Secundária de Berkeley, local onde ele e Ursula K. Le Guin, também escritora norte-americana,  eram da mesma classe, mas ainda não se conheciam. Depois da formatura passou rapidamente pela Universidade da Califórnia em Berkeley, de setembro a novembro de 1949, abandonando o curso para trabalhar como um DJ numa emissora de rádio, mantendo, ao mesmo tempo, uma loja de discos. Lá estudou história, psicologia, filosofia e zoologia. Devido seus estudos de filosofia, passou a acreditar na existência de uma base para a percepção humana, que não necessariamente correspondia à realidade externa. Segundo suas crenças, o universo seria uma extensão de Deus.
Após ler os trabalhos de Platão e de ponderar sobre as possibilidades de realidades metafísicas, Philip chegou à conclusão que, de certa maneira, o mundo não é inteiramente real e que não há maneira de confirmar se o mundo existe de verdade. A questão acabou se tornando um ponto chave em diversos de seus livros. Philip acabou desenvolvendo crises de ansiedade de acordo com a biografia de sua ex-esposa, Anne.

## Escrita

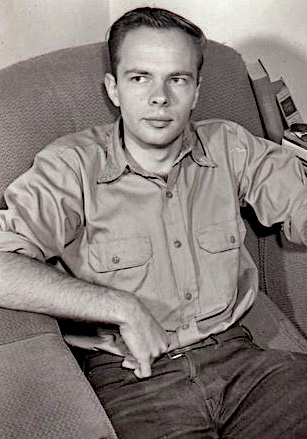
Philip K Dick (c. 1962).

Philip vendeu sua primeira história em 1951 e passou a se dedicar integralmente à escrita. Durante o ano de 1952, várias de suas primeiras produções na ficção especulativa começaram a aparecer nas edições de julho e setembro de Planet Stories, editado por Jack O'Sullivan, e nas revistas If e The Magazine of Fantasy and Science Fiction. Seu livro de estreia foi Solar Lottery, publicado em 1955, junto de The Big Jump, de Leigh Brackett. A década de 1950 em si não foi muito próspera para Philip, tendo publicado muita ficção científica, mas sonhando com uma carreira popular e que lhe rendesse o suficiente para viver. Ele produziu muitas obras convencionais, mas que não tiveram muito êxito. O sonho de se tornar um escritor de sucesso acabou morrendo em janeiro de 1963, quando o agente literário Scott Meredith lhe devolveu todos os livros não vendidos. Somente um deles foi vendido e publicado durante a vida de Philip.
Em 1963, Philip ganhou o Prémio Hugo por O Homem do Castelo Alto, mas mesmo depois de ser reconhecido como um dos grandes nomes da ficção científica, no meio literário que não apreciava a FC, ele não era conhecido e acabou fazendo, nos anos seguintes, publicações de baixo custo em editoras menores. Mesmo em seus últimos anos, ele continuava com problemas financeiros.
Em sua coletânea de contos The Golden Man, de 1980, ele escreveu:
| “ | Há alguns anos, quando eu estava doente, Robert A. Heinlein ofereceu sua ajuda, qualquer coisa que ele pudesse fazer, e nós nunca havíamos nos conhecido; ele me telefonava para me animar e ver como eu estava. Ele queria me comprar uma máquina de escrever elétrica, Deus o abençoe - um dos poucos verdadeiros cavalheiros deste mundo. Não concordo com as ideias que ele apresenta em seus livros, mas isso não importa. Uma vez, quando eu devia ao Imposto de Renda muito dinheiro e não tinha onde obter, Heinlein emprestou o dinheiro para mim. Eu penso muito nele e sua esposa; dediquei um livro para eles em consideração. Robert Heinlein é um homem de boa aparência, muito impressionante e de postura muito militar; você pode dizer que ele tem um passado militar, até no corte de cabelo. Ele sabe que sou uma aberração e ainda assim ele ajudou a mim e à minha esposa quando estávamos em apuros. Isso é o melhor da humanidade; isso é quem e o que eu amo. | ” |

### Paranormalidade e problemas mentais
Em 20 de fevereiro de 1974, Philip se recuperava dos efeitos causados pelo tiopental, após a extração de um dente siso. Ele então recebeu dextropropoxifeno de uma moça que bateu em sua porta, para fazer a entrega da farmácia. Ele a achou muito bonita, de cabelos escuros, mas ficou atraído pelo colar que ela usava, com forma de peixe. Segundo ela, era o símbolo usado pelos primeiros cristãos. Ele chamou o símbolo de "vesicle pisces", juntando o termo vesica piscis com o símbolo do peixe cristão (Ichthys), com dois arcos interseccionais delineando um peixe.
Mais tarde, Philip contaria que o sol refletiu no pingente de ouro da moça, causando um raio rosado de luz que o espantou. Ele acabou acreditando que o raio acabou lhe despertando a clarividência e que tinha inteligência. Em um momento, Philip disse que o raio o informou que seu filho pequeno estava doente e o casal levou a criança ao hospital, onde a suspeita teria sido confirmada.
A partir daí, Philip começaria a ter alucinações, que ele teria atribuído inicialmente aos efeitos da medicação para dor depois da extração do siso, mas desconsiderou a hipótese após várias semanas de contínuas alucinações. Em fevereiro e março de 1974, ele teve uma série de alucinações, algumas com padrões geométricos, outras em que via Jesus na Roma Antiga. Elas aumentaram em frequência e duração, onde Philip afirmava que vivia uma vida paralela, onde em uma vida ele era Philip K. Dick, na outra era Thomas, um cristão perseguido pelos romanos no século I d.C. Ele escreveu sobre tais experiências, primeiro em uma autobiografia, chamada Radio Free Albemuth e depois em VALIS, The Divine Invasion e no não finalizado The Owl in Daylight.
Em 1974, ele escreveu uma carta ao FBI, acusando várias pessoas, como o professor Frederic Jameson, da Universidade da Califórnia em San Diego, de serem agentes estrangeiros a serviço do Pacto de Varsóvia. Ele também escreveu que Stanislaw Lem era provavelmente um nome falso usado por um comitê operando sob ordens do Partido Comunista para obter controle sobre a opinião pública.
Em um determinado momento, ele sentiu que tinha sido possuído pelo espírito do profeta Elias e em seu livro Identidade perdida - O homem que virou ninguém é uma nova interpretação detalhada de uma história bíblica em Atos dos Apóstolos, que ele nunca teria lido. Philip documentou e discutiu várias de suas experiências em um diário íntimo que ele chamou de "exegese", que foram posteriormente publicadas como The Exegesis of Philip K. Dick.

## Vida pessoal
Philip foi casado cinco vezes:
- Jeanette Marlin (maio a novembro de 1948)
- Kleo Apostolides (14 de junho de 1950 a 1959)
- Anne Williams Rubinstein (abril de 1959 a outubro de 1965)
- Nancy Hackett (julho de 1966 a 1972)
- Leslie (Tessa) Busby (abril de 1973 a 1977)

Ele também teve três filhos:
- Laura Archer (25 de fevereiro de 1960)
- Isolde Freya (agora Isa Dick Hackett) (15 de março de 1967)
- Christopher Kenneth (25 de julho de 1973)

Em 1955, sua segunda esposa e ele receberam a visita do FBI, provavelmente pelas atividades de esquerda e visões socialistas de Kleo. Com sua terceira esposa, Philip chegou a ser violento após uma discussão, em 1963, onde ele tentou jogá-la de um penhasco e depois alegou que ela é quem tentou matá-lo e conseguiu convencer um psiquiatra a interná-la contra sua vontade. Depois do divórcio, em 1964, ele se mudou para Oakland, onde foi morar com uma fã, Grania Davis.
Pouco depois, ele tentou o suicídio, dirigindo enquanto levava Grania no banco do passageiro. Philip tentava ficar longe do cenário político especialmente depois das intensas discussões a respeito da Guerra do Vietnã, mas ele demonstrava alguns sentimentos antiguerra e antigoverno. Em 1968, ele se juntou ao "Writers and Editors War Tax Protest", um protesto contra o pagamento de impostos que seriam revertidos para a guerra, mas que resultou no confisco de seu carro pelo Imposto de Renda.

## Morte
Em 17 de fevereiro de 1982, depois de uma entrevista, Philip ligou para seu terapeuta, reclamando de não conseguir enxergar direito. Seu terapeuta o mandou procurar um hospital imediatamente, mas ele não foi. No dia seguinte, Philip foi encontrando inconsciente e caído no chão em sua casa, em Santa Ana, Califórnia, depois de sofrer um AVC. Em 25 de fevereiro de 1982, já no hospital, ele teve outro AVC, que o levou à morte cerebral. Cinco dias depois, os aparelhos que o mantinham vivo foram desligados e ele veio a falecer.
Seu pai, Joseph, levou as cinzas de Philip para o cemitério Riverside, em Fort Morgan, Colorado, onde o enterrou ao lado do túmulo de sua irmã gêmea Jane.

## Lista de obras

### Romances
- Gather Yourselves Together (1994)
- Voices From the Street (prevista edição em 2006) (BR* Vozes da Rua)
- Vulcan's Hammer (1960, em versão reescrita) (PT* A Máquina de Governar)
- Dr. Futurity (1960, em versão revista)
- The Cosmic Puppets (1957, com pequenas revisões) (PT* Marionetas Cósmicas)
- Solar Lottery (1955, com pequenas revisões) (PT* Lotaria Solar)
- Mary and the Giant (1987, com pequenas revisões)
- The World Jones Made (1956) (PT* Passageiros para Vênus)
- Eye in the Sky (1957) (PT* Os Olhos no Céu, Universos Paralelos e Conflito dos mundos)
- The Man Who Japed (1956) (PT* O Profanador)
- A Time for George Stavros (manuscrito perdido)
- Pilgrim on the Hill (manuscrito perdido)
- The Broken Bubble (1988)
- Puttering About in a Small Land (1985)
- Nicholas and the Higs (manuscrito perdido)
- Time out of Joint (1959) (PT* O Homem mais Importante do Mundo)
- In Milton Lumky Territory (1985)
- Confessions of a Crap Artist (1975)
- The Man Whose Teeth Were All Exactly Alike (1982)
- Humpty Dumpty in Oakland (1986)
- The Man in the High Castle (1962, prémio Hugo) (PT/BR* O Homem do Castelo Alto)
- We Can Build You (1972)
- Martian Time-Slip (1964)
- Dr. Bloodmoney, or How We Got Along After the Bomb (1965) (PT* Depois da Bomba e Os sobreviventes)
- The Game-Players of Titan (1963) (PT* Os Jogadores de Titã)
- The Simulacra (1964) (PT* O Tempo dos Simulacros)
- The Crack in Space (1966, em versão revista) (PT* A Fenda no Espaço)
- Now Wait for Last Year (1966) (PT* À Espera do Ano Passado)
- Clans of the Alphane Moon (1964) (PT*  Os Clãs da Lua de Alfa)
- The Three Stigmata of Palmer Eldritch (1965) (PT/BR* Os Três Estigmas de Palmer Eldritch)
- The Zap Gun (1967) (PT* A Arma Impossível e A revolução dos brinquedos, BR* A Arma Impossível)
- The Penultimate Truth (1964) (PT* A Penúltima Verdade)
- Deus Irae com Roger Zelazny (1976, com alterações substanciais) (PT* O Deus da Fúria)
- The Unteleported Man (1966 / 1983, em versão estendida / 1984, em versão reescrita e publicado como Lies, Inc.) (PT* Espaço eletrônico)
- The Ganymede Takeover com Ray Nelson (1967, com pequenas revisões)
- Counter-Clock World (1967) (PT* Regresso ao passado)
- Do Androids Dream of Electric Sheep? (1968) (PT* Perigo Iminente, BR* Andróides Sonham Com Carneiros Elétricos?, mais tarde reeditado com o título Blade Runner* O Caçador de Andróides e posteriormente O Caçador de Andróides)
- Nick and the Glimmung (livro para crianças) (1988)
- Ubik (1969) (PT/BR* Ubik)
- Galactic Pot-Healer (1969)
- A Maze of Death (1970) (BR* O Labirinto da Morte)
- Our Friends from Frolix 8 (1970)
- Flow My Tears, The Policeman Said (1974, com pequenas revisões) (PT* Vazio Infinito e Identidade Perdida, BR* Identidade Perdida - O Homem que Virou Ninguém; 1986; Editora* Brasiliense  / Fluam Minhas Lágrimas, Disse o Policial; 2013; Editora* Aleph)
- A Scanner Darkly (1977, com pequenas revisões) (PT/BR* O Homem Duplo)
- Radio Free Albemuth (1985)
- VALIS (1981) (PT* O Mistério de VALIS, BR* VALIS)
- The Divine Invasion (1981) (PT* A Invasão Divina)
- The Transmigration of Timothy Archer (1982) (PT* A Transmigração de Timothy Archer)

### Contos
Philip K. Dick escreveu cerca de 130 contos, alguns dos quais republicados em colectâneas. Na língua portuguesa, estão publicadas as seguintes:
- A Máquina Preservadora
  - «The Preserving Machine» (PT/BR* «A Máquina Preservadora»)
  - «War Game» (PT* «O Jogo de Guerra», BR* «Jogo de Guerra»)
  - «If There was no Benny Cemoli» (PT* «E se Benny Cemoli não Existisse?»)
  - «Roog» (PT* «Roog»)
  - «War Veteran» (PT* «Veterano de Guerra»)
  - «Stand By» (PT* «O Melhor Lugar de Reserva»)
  - «Beyond lies the Wub» (PT* «E lá ao Fundo vivem os Wubs»)
  - «We can Remember it for You Wholesale» (PT* «Recordações por Atacado», BR* «Podemos Recordar para Você, por um Preço Razoável»)
  - «Captive Market» (PT* «Mercado Cativo»)
  - «Upon the Dull Earth» (PT* «Esta Triste Terra»)
  - «Retreat Syndrome» (PT* «O Síndroma da Fuga»)
  - «The Crawlers» (PT* «Os Rastejadores»)
  - «Oh, to be a Blobel!» (PT* «Oh, é tão Bom ser um Blobel!», BR* «Ah, Ser um Bolho!»)
  - «What the Dead Men say» (PT* «O que os Mortos têm para nos Dizer», BR* «O que Dizem os Mortos»)
  - «Pay the Printer» (PT* «Paguem ao Impressor»)

- Pago para Esquecer
  - «Paycheck» (PT* «O Pagamento»)
  - «Nanny» (PT* «Nanny»)
  - «Jon's World» (PT* «O Mundo de Jon»)
  - «Breakfast at Twilight» (PT* «Pequeno-almoço ao Sol-posto»)
  - «Small Town» (PT* «A Nova Maqueta»)
  - «The Father-Thing» (PT* «O Pai Postiço»)
  - «The Chromium Fence» (PT* «Intolerância»)
  - «Autofac» (PT* «A Rede Autofab»)
  - «The Days of Perky Pat» (PT* «Jogar para Reviver o Passado»)
  - «Stand By» (PT* «O Suplente»)
  - «A Little Something for us, Tempunauts» (PT* «Uma Condecoração Especial, por Cansaço»)

- O Vingador do Futuro
  - «We can Remember it for You Wholesale»
  - «The Alien Mind» (BR* «A Mente Alienígena»)
  - «Return Match» (BR* «Revanche»)
  - «Not By Its Cover» (BR* «Não Julgue pela Capa»)
  - «The Electric Ant» (PT* «A Formiga Electrica», BR* «A Formiga Elétrica»)
  - «The Little Black Box» (BR* «A Pequena Caixa Preta»)
  - «Strange Memories of Death» (BR* «Estranhas Memórias da Morte»)
  - «The Eye of the Sybil» (BR* «O Olho da Sibila»)

- Minority Report - A Nova Lei
  - «The Minority Report» (BR* Minority Report - A Nova Lei)
  - «War Game» (BR* «Jogo de Guerra»)
  - «What the Dead Men say» (BR* «O que Dizem os Mortos»)
  - «Oh, to be a Blobel!» (BR* «Ah, Ser um Bolho!»)
  - «We can Remember it for You Wholesale» (BR* «Podemos Recordar para Você, por um Preço Razoável»)
  - «Faith of Our Fathers» (BR* A Fé de Nossos Pais)
  - «The Story to End All Stories» (BR* A História que Acaba com Todas as Outras Histórias)
  - «The Electric Ant» (BR* «A Formiga Elétrica»)
  - «Second Variety» (BR* A Segunda Variedade)
  - «Impostor» (BR* O Impostor)

- Realidades Adaptadas
  - «We can Remember it for You Wholesale» (BR* «Podemos Recordar para Você, por um Preço Razoável»)
  - «Second Variety» (BR* A Segunda Variedade)
  - «Impostor» (BR* O Impostor)
  - «The Minority Report» (BR* Minority Report - A Nova Lei)
  - «Paycheck» (BR* O Pagamento)
  - «The Golden Man» (BR* O Homem Dourado)
  - «Adjustment Team» (BR* Agentes do Destino)

## Adaptações

### Cinema

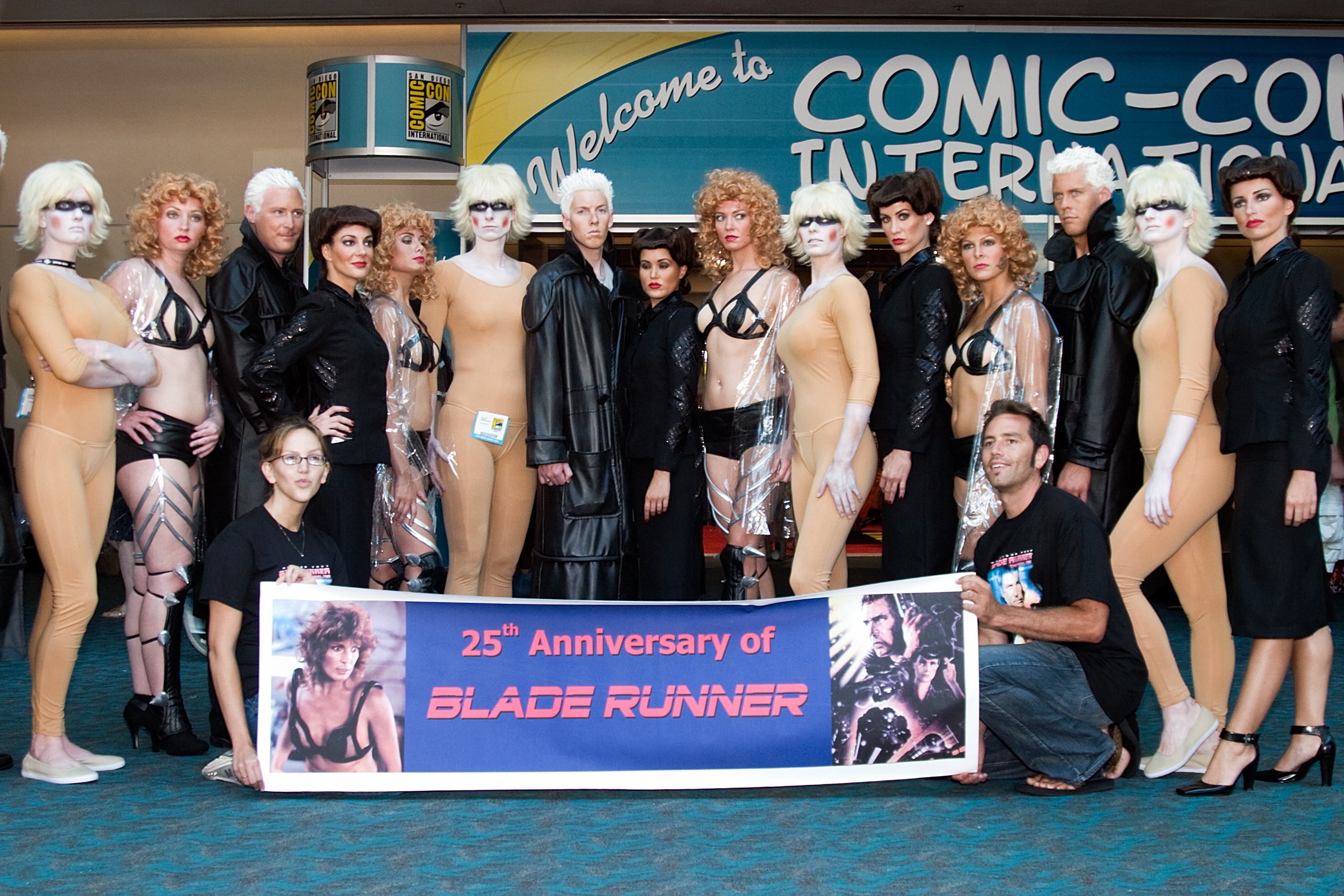
Cosplayers dos replicantes de Blade Runner, comemorando o 25º aniversário do filme, na San Diego Comic-Con de 2007.

- Blade Runner  (1982)
- Total Recall (1990)
- Confessions d'un Barjo (1992)
- Screamers (1995)
- Impostor (2002)
- Minority Report (2002)
- Paycheck (2003)
- A Scanner Darkly (2006)
- Next (2007)
- Radio Free Albermuth (2010)
- The Adjustment Bureau (2011)
- Total Recall (2012)[20]
- Blade Runner 2049 (2017)

### TV
- Philip K. Dick's Electric Dreams (2017)[21]
- The Man in the High Castle (2015-2019)